# Sandeul
Lee Jung Hwan (Hangul: 이정환, sinh ngày 20 tháng 3 năm 1992), thường được biết đến với nghệ danh Sandeul (Hangul: 산들), là một ca sỹ thần tượng người Hàn Quốc, thành viên nhóm nhạc nam B1A4. Anh sinh ra và lớn lên ở vùng quê Busan, sinh ra trong một gia đình gồm có 2 chị em, anh là con trai út trong gia đình. Sandeul là giọng ca chính của nhóm B1A4.